# Calcutta Challenger
Il Calcutta Challenger è stato un torneo professionistico di tennis giocato su campi in erba. Faceva parte dell'ATP Challenger Series. Si giocava annualmente a Calcutta in India.

## Albo d'oro

### Singolare
| Anno | Campione      | Finalista       | Punteggio     |
| ---- | ------------- | --------------- | ------------- |
| 2000 | Tuomas Ketola | Andy Ram        | 6–1, 6–3      |
| 1999 | Leander Paes  | Mahesh Bhupathi | 4–6, 6–4, 6–3 |

### Doppio
| Anno | Campioni              | Finalisti                     | Punteggio     |
| ---- | --------------------- | ----------------------------- | ------------- |
| 2000 | Andy Ram Nir Welgreen | Grégory Carraz Guillaume Marx | 2–1 ritiro    |
| 1999 | Noam Behr Eyal Ran    | Barry Cowan Wesley Whitehouse | 6–4, 6–7, 6–2 |